# Kablow-Ziegelei
Kablow-Ziegelei (niedersorbisch Kobłow-Cyglownja) ist eine Ortslage im Ortsteil Zernsdorf der Stadt Königs Wusterhausen in Brandenburg. Sie liegt etwa 38 Kilometer südöstlich des Stadtzentrums von Berlin im Landkreis Dahme-Spreewald.

## Geschichte, Lage

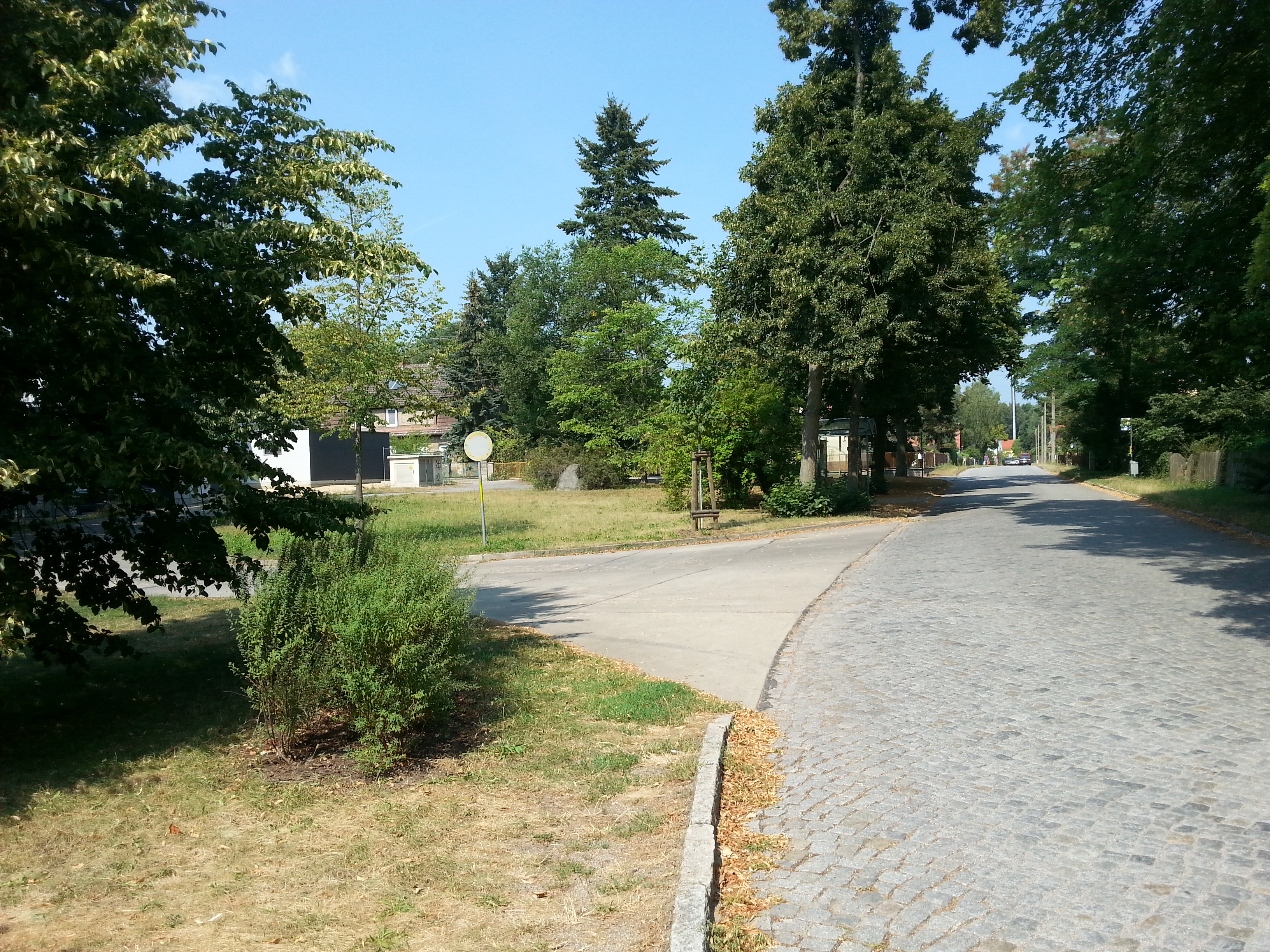
Dorfplatz Kablow-Ziegelei

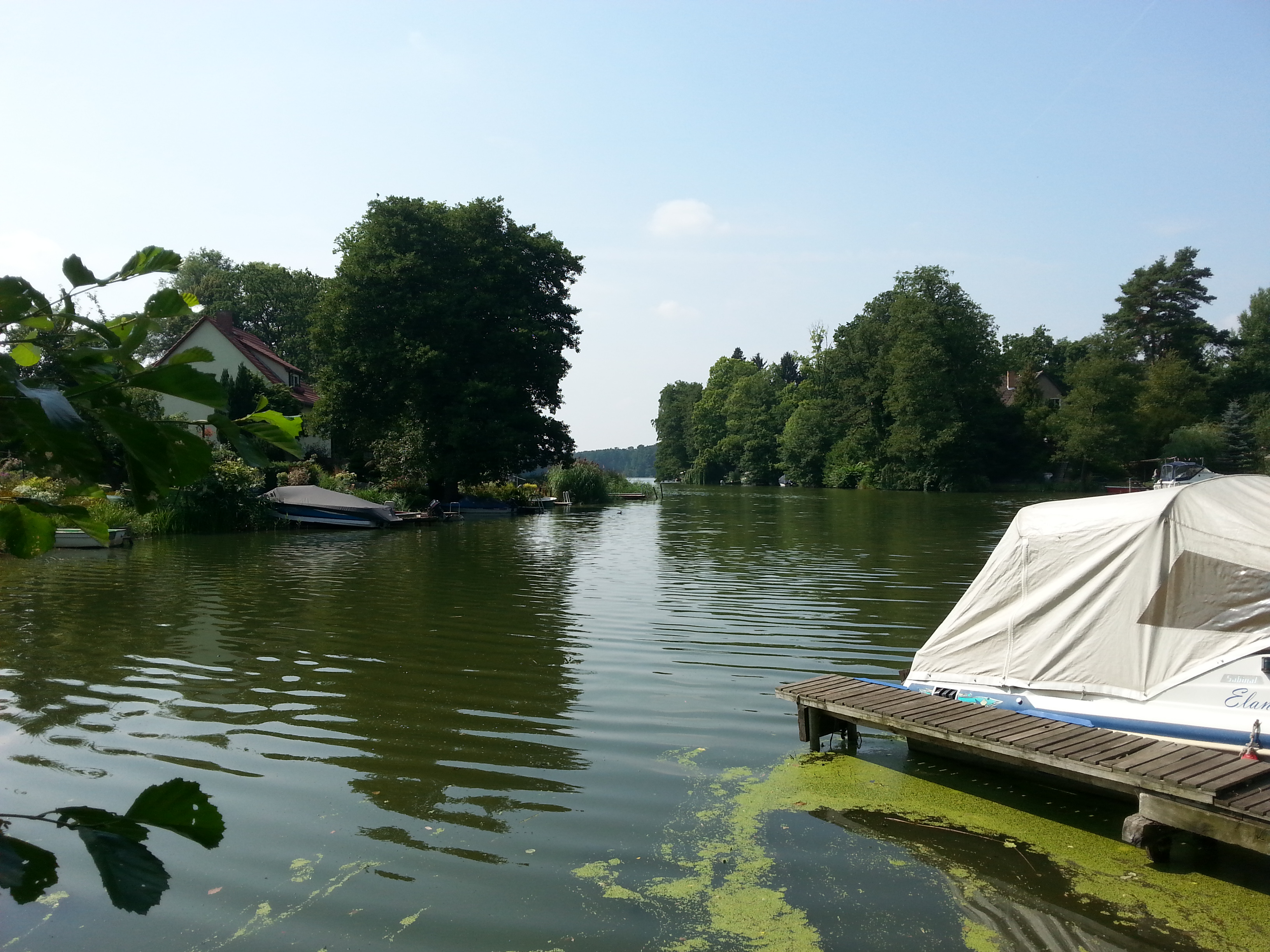
Der Zernsdorfer Lankensee in Kablow-Ziegelei

Etwa im Jahr 1735 entstand in der Nähe des Dorfes Kablow eine Ziegelscheune. 1788 wurde der Ort als „Cabelowsche Ziegelei“ erwähnt. Um die Ziegelei entstand später eine Wohnsiedlung. Die Ziegelei gehörte allerdings nicht zum Ortsteil Kablow, sondern war bis März 1965 eine selbstständige Verwaltungseinheit. Am 1. April 1965 erhielt sie den offiziellen Namenszusatz Ziegelei und gelangte zusammen mit Uckley zum Amt Zernsdorf.
Für das Jahr 1946 wurden 429 Einwohner in Kablow-Ziegelei angegeben. Im Oktober 2010 zählte der Ortsteil Zernsdorf einschließlich Kablow-Ziegelei, auch als Zernsdorfer Gemeindegebiet bezeichnet, rund 3130 Einwohner (geschätzt ein Drittel im Gebiet Ziegelei).
Nach der deutschen Wiedervereinigung erfolgten die Wiedergründungen der ostdeutschen Bundesländer und mehrere Gemeindeneugliederungen. Zunächst kam die Ortschaft zum neuen Amt Unteres Dahmeland, seit dem 26. Oktober 2003 gehört Kablow-Ziegelei nun als Teil Zernsdorfs zur Stadt Königs Wusterhausen. In der Nähe befinden sich das Autobahndreieck Spreeau und die Autobahnanschlussstelle 9 der A 10 (Niederlehme/Zernsdorf). Die Umgebung des Ortes ist sehr waldreich und wasserreich. Hier liegen der Uckleysee, der über den Zernsdorfer Lankensee mit dem Krüpelsee verbunden sind. Uckley befindet sich auf der gegenüberliegenden Seite der A 10 und ist mit einer Brücke über die Autobahn mit Kablow-Ziegelei verbunden.

## Name
Am Ort wurden Tonminerale abgebaut und in Ziegeleien verarbeitet. Hier befanden sich mehrere Tongruben, die Ziegelsteine vor allem für die Erweiterungsbauten der Großstädte einschließlich Berlins lieferten. Der Abbau wurde in den 1880er Jahren eingestellt und die Flächen haben sich renaturiert, sind mit Seen und Teichen bedeckt.

## Sport
In Kablow-Ziegelei ist der Fußballverein SV Merkur Kablow-Ziegelei 1916 e. V.ansässig.